# Martín Maturana
Martín Ignacio Maturana Romero (Rancagua, Región de O'Higgins, 18 de enero de 2004) es un futbolista chileno que juega como volante ofensivo en O'Higgins  de la Primera División de Chile.

## Trayectoria
Llegó a O'Higgins cuando tenía 8 años de edad, luego ser observado por el área de captación del club en una prueba masiva. 
El 13 de julio de 2022 se consagra campeón del torneo proyección Sub-20, venciendo a Universidad Católica por 3-0.
En 2023 es ascendido al primer equipo con Pablo de Muner, firmando su primer contrato como futbolista profesional.

## Selección nacional
Fue convocado por Patricio Ormazábal por la Selección chilena sub-20 para disputar el Campeonato Sudamericano Sub-20 de Colombia.

### Participaciones en Sudamericanos
| Torneo                      | Sede     | Resultado    | Partidos | Goles |
| --------------------------- | -------- | ------------ | -------- | ----- |
| Sudamericano Sub-20 de 2023 | Colombia | Primera fase | 4        | 0     |

## Estadísticas
| Club              | Div.          | Temporada     | Liga  | Liga  | Copas nacionales | Copas nacionales | Torneos internacionales | Torneos internacionales | Total | Total |
| Club              | Div.          | Temporada     | Part. | Goles | Part.            | Goles            | Part.                   | Goles                   | Part. | Goles |
| ----------------- | ------------- | ------------- | ----- | ----- | ---------------- | ---------------- | ----------------------- | ----------------------- | ----- | ----- |
| O'Higgins · Chile | 1.ª           | 2023          | 8     | 0     | 3                | 0                | 0                       | 0                       | 11    | 0     |
| O'Higgins · Chile | Total club    | Total club    | 8     | 0     | 3                | 0                | 0                       | 0                       | 11    | 0     |
| Total carrera     | Total carrera | Total carrera | 8     | 0     | 3                | 0                | 0                       | 0                       | 11    | 0     |
| 1. 2.             |               |               |       |       |                  |                  |                         |                         |       |       |

### Resumen estadístico
| Competición               | Partidos | Goles |
| ------------------------- | -------- | ----- |
| Primera División de Chile | 8        | 0     |
| Copa Chile                | 3        | 0     |
| Sudamericano Sub-20       | 4        | 0     |
| Copa Libertadores Sub-20  | 2        | 1     |
| Total                     | 17       | 1     |

- Datos: Q116428594
- Multimedia: Martín Maturana / Q116428594

1. ↑  «Ficha en Transfermarkt». Transfermarkt. Consultado el 25 de enero de 2023.
2. ↑  «O'Higgins se tituló campeón del Campeonato de Proyección Gatorade». Campeonatochileno.cl. 13 de julio de 2021. Consultado el 25 de enero de 2023.
3. ↑  «Nómina de La Roja Sub 20 para el Sudamericano Colombia 2023». www.anfp.cl. Consultado el 25 de enero de 2023.